# Alberto Szpunberg
Alberto Szpunberg (Buenos Aires; 28 de setiembre de 1940 – Barcelona; 13 de noviembre de 2020) fue un poeta, escritor y periodista argentino-español.

## Biografía
Alberto Szpunberg nació en 1940 en Buenos Aires, Argentina. Comenzó a publicar muy temprano y publicó su primer libro a los veintidós años. En 1973 se desempeñó como director de la carrera de Lenguas y Literaturas Clásicas y profesor de Literatura argentina y Medios de comunicación y literatura en la Universidad de Buenos Aires. Como periodista fue redactor del diario La Opinión de Buenos Aires, del cual fue director del suplemento cultural de 1975 a 1976.
Fue cofundador de la Brigada Masetti, continuadora del Ejército Guerrillero del Pueblo (EGP). Tras el golpe de Estado de 1976, se exilia en España. El 9 de mayo de 1977 se instala en El Masnou, Barcelona. En 1983 trabajó como corresponsal de la Agencia Nueva Nicaragua en París. Desde 2001 ha sido profesor de Literatura y Política en la Universidad Popular de las Madres de Plaza de Mayo.
Algunos de sus poemas fueron convertidos en tangos y valsecitos por el bandoneonista César Stroscio y grabados por el Cuarteto Cedrón (Faubourg sauvage, Paris, 1983). Junto a Luis Luchi y con música de Jorge Sarraute es autor de A medio hacer todavía, (LP, Barcelona, 1980) y Todos se dan vuelta y miran (CD, Barcelona, 1999). Como antólogo ha publicado Poesía y prosa mística en la literatura española, ensayo y selección de textos místicos cristianos, árabes y judíos (Ediciones Rueda, Madrid, 1997) y Despedida de los ángeles, prólogo y antología de poemas de Miguel Ángel Bustos.
Participó en varias antologías de su país y del extranjero: Los Nuevos (1968) y Poesía social del siglo XX (Centro Editor de América Latina, 1971). Ganó en Francia el Premio Internacional de Poesía Antonio Machado 1993/94 por Luces que a lo lejos. Una antología de su obra, junto a la de Juan Gelman y Vicente Zito Lema, fue publicada en Francia por la editorial Maspero bajo el título Il nous reste la memoire. En 1998, el Fondo Nacional de las Artes de Argentina publicó una Antología Poética de su obra. En 2008, Edition Delta, de Stuttgart, Alemania, publicó una antología de sus poemas, bajo el título Der Wind ist manchmal wie ale (El viento es a veces como todos). En 2014 la Fundación Konex le otorgó un Diploma al Mérito en la disciplina "Poesía: Quinquenio 2009-2013".
La singularidad de su obra está dada por el amplio dominio del lenguaje poético que trasunta un tono lírico coloquial y también discursivo. La palabra directa, combativa, justa y solidaria, transmite con verdadera energía poética y sin desbordes emocionales, las luchas e injusticias, testimonio lúcido de situaciones históricas concretas.
Falleció el 13 de noviembre de 2020 en el hospital La Alianza de Barcelona, donde estaba internado con un delicado cuadro de salud a raíz de una complicación por Covid.

## Obra
- Poemas de la mano mayor (1962)
- Juego limpio (1963)
- El che amor (1965), Mención en el Premio Casa de las Américas 1966
- El paso atrás
- Su fuego en la tibieza (1983), premio Alcalá de Henares de poesía, 1980.
- Apuntes (1986)
- Luces que a lo lejos (1993), Premio Internacional de Poesía Antonio Machado 1993/94.
- La encendida calma (2002)
- Notas al pie de nada ni de nadie (2007)
- El libro de Judith (2008)
- Luces que a lo lejos (2008)
- La academia de Piatock (2010)
- Traslados (2012)
- Como sólo la muerte es pasajera. Poesía reunida (2013)
- El nombre revelado (2016)

## Reconocimiento
- Premio Ciudad de Alcalá de Poesía de 1980 por “Su fuego en la tibieza”